# 松右衛門帆
松右衛門帆（まつえもんほ）は、日本の帆布の一種。
この項では、江戸時代に帆船のために生産されたものおよび、その歴史にちなんで平成時代より兵庫県高砂市の観光振興のために発売された帆布製品のブランドについて記述する。

## 概要
工楽松右衛門が発明した。松右衛門は、従来のものより大きく、より丈夫な帆布を作れば、帆船の航海日数や荷積みの日数が短縮されることで、航行が効率的になるだろうと考え、帆布の研究に着手した。
松右衛門は、強い帆を作るための素材について、播州の特産品であった良質の木綿に着目した。「広幅ニて二尺二、三寸」にもなる分厚い大きな木綿布の織り上げに成功すると、縫合方法の開発に取り組んだ。直径1ミリを超える太い木綿糸を縦糸にも横糸にも使い、耐久性を増す工夫を図った。
1812年刊の造船技術書「今西氏家舶縄墨記　坤」によれば「松右衛門帆と言うは、太糸を縦横二た筋づつに織りたる帆なり」と紹介されており、縦横2本引き揃えた織組織で一般の帆布とは違うことが解る。
松右衛門帆の値段は、刺帆（さしほ。複数の布を縫い合わせた従来品）にくらべて約二倍であったという。それにもかかわらず、廻船業者にとって、耐用年数の長期化、航行の効率化などによってもたらされる経済的利点が、従来の帆布に比べて比較にならないほど大きかったため、短期間に普及した。
松右衛門は帆布の製造法を秘密とせず多くの職人に伝えたため、播州内の二見、明石、加古、阿閇を皮切りに、倉敷や尾道など広くに工場が立地し、多く生産されるに至った。

## 観光ブランドとしての復活
2013年12月、松右衛門の故郷・兵庫県高砂市のNPO法人「高砂物産協会」は神戸芸術工科大学教授の野口正孝の監修で帆布生地の忠実な再現に成功し、「松右衛門帆」の商標登録を特許庁に出願。商標は翌年8月登録認可された。これにともない、「松右衛門帆」ブランドでの商品の開発・販売を開始した。生地の製造は多可町の業者に委託している。